# Oskar Sakrausky
Oskar Sakrausky (24. března 1914, Linec – 10. února 2006, Fresach) byl rakouský evangelický duchovní (biskup) a historik.
Narodil se do rodiny faráře Oskara Sakrauského (1882–1933). Ordinován byl roku 1939 pro službu v Německé evangelické církvi v Čechách, na Moravě a ve Slezsku. Po Druhé světové válce působil v Rakousku. V letech 1968–1983 byl biskupem Evangelické církve augsburského vyznání v Rakousku. Zastával konzervativní postoje.
Odborně se zabýval dějinami protestantismu v Korutanech, Kraňsku a českých zemích.